# Bristol F.2
Le Bristol F.2 est un avion de chasse et de reconnaissance britannique de la Première Guerre mondiale. 
Généralement considéré comme l’un des meilleurs chasseurs biplaces de la Grande Guerre, le Bristol « Fighter » réunissait les qualités d’un biplace et celles d’un monoplace, le résultat consistant en une machine exceptionnellement robuste et aux remarquables caractéristiques de vol, tout en possédant une vitesse maximale raisonnable (198 km/h à 1 500 mètres).

## R.2
Au départ, en mars 1916, l’appareil avait été conçu par Frank S. Barnell, de la British & Colonial Aeroplane Company, comme avion de « reconnaissance armée »  sous le sigle R.2. Il était destiné à remplacer le biplace RE.8 de reconnaissance avec des performances équivalentes à cette machine mais non ses défauts. Les deux prototypes, désignés R.2A et R.2B, possédaient respectivement un moteur Beardmore de 120 ch et Hispano-Suiza de 150 ch. 

## F.2 A
Dès l’apparition du nouveau Rolls-Royce Falcon I de 190 ch à 12 cylindres en V refroidi par liquide, Barnwell se rendit compte que ce moteur aurait été l’idéal pour un avion de chasse. Abandonnant le projet d’avion de reconnaissance, il le transforma en chasseur sous la nouvelle désignation de F.2A (le F signifiant Fighter, « chasseur ») dont le prototype vola le 9 septembre 1916. La 48e escadrille du Royal Flying Corps. commença à être équipée du F.2A en décembre 1916 et en février-mars 1917 devint opérationnelle en France. 
Le F.2A ne convainquit pas immédiatement les pilotes de chasse britanniques, qui devaient s’habituer à une machine assez lourde et à la présence d’un mitrailleur. Au cours de sa première mission opérationnelle, le 5 avril 1917, aux alentours de Douai, une patrouille de six F.2A se vit attaquée par six Albatros D.III du Jagdstaffel 11 de Manfred von Richthofen, le légendaire « baron rouge ». Au terme d’un combat bref mais violent, seuls deux des avions britanniques parvinrent à regagner leur base. On s’aperçut que cette lourde défaite n’était pas imputable à la conception de l’avion, mais à son emploi : les pilotes le manœuvraient comme un biplace traditionnel, c’est-à-dire en fonction de la mitrailleuse arrière Lewis servie par l’observateur, en ignorant l’avantage que présentait la mitrailleuse fixe Vickers de 7,7 mm synchronisée pour tirer à travers le disque de l’hélice. Après cette découverte, les tactiques de combat s’adaptèrent  et, désormais utilisé comme un chasseur monoplace, le Bristol Fighter obtint de bons résultats dans les affrontements aériens. Il a souvent surpris ses adversaires par son « aiguillon » arrière constitué d’une ou de deux mitrailleuses. La disposition dos à dos du pilote et du tireur leur conférait un haut degré d’efficacité, le F.2A ne refusant jamais le combat.

## F.2 B
Le Bristol F.2A fut suivi par une variante améliorée, le F.2B, avec des modifications de structure aux ailes et un fuselage transformé, qui donnait un meilleur champ visuel au pilote. La mitrailleuse unique de l’observateur avait laissé place à un affût double. Le F.2B possédait aussi un moteur plus puissant : si les 150 premiers exemplaires avaient conservé le Rolls-Royce Falcon I de 190 ch, les 50 suivants reçurent le Falcon II de 220 ch et tous les suivants le Falcon III de 275 ch qui se révéla le modèle le plus fiable monté sur cet avion, un moteur considéré comme « superbe » par les techniciens de l’époque. À cause de difficultés de fourniture de ce moteur, plusieurs centaines de F.2B reçurent un moteur de remplacement, un Sunbeam Arab de 200 ch. Ils furent employés avant tout comme avions de reconnaissance, à cause de leurs performances dans l’ensemble inférieures. 
Entré en service à l’été 1917, le F2B fut la principale version de série, fabriqué à 3 101 exemplaires jusqu’à la fin de l’année 1918. Au moment de l’armistice, près de 1 600 appareils se trouvaient dans les unités. La production s’est poursuivie jusqu’en 1926 et s’est élevée à 4 470 exemplaires au total. L’avion resta en service dans la RAF jusqu’en 1932. 

## Emploi après-guerre
Le Bristol F.2B fut utilisé durant les années 1920 par la Royal Air Force outre-mer, dans les missions d'Air Control contre les rébellions indigènes dans l'Empire, notamment à la frontière nord-ouest des Indes (actuel Pakistan). Ce fut d'ailleurs le seul chasseur britannique engagé dans ces opérations, en majorité menées par des bombardiers légers comme le Airco DH.9. S’il était bien adapté pour le mitraillage au sol (straffing), ses performances comme bombardier étaient inférieures à celles du DH.9A. Sa charge offensive était réduite (109 kg, généralement sous la forme de 12 bombes de 9,1 kg)  et surtout il manquait de précision :
« L’état-major de la RAF faisait remarquer que les opérations aériennes à la frontière nord-ouest en novembre 1928 prouvaient que la RAF pouvait distinguer spécifiquement les maisons des chefs tribaux pour les détruire sans endommager le reste du village – ce qui était vrai dans certains cas. Des pilotes et des avions soigneusement sélectionnés pouvaient en fait toucher une cible avec une certaine précision à basse altitude. Pour la plupart, cependant, cette affirmation était franchement grotesque. D’habitude, la précision du bombardement de la RAF dans l’entre-deux-guerres était d’une médiocrité consternante. Des 182 bombes larguées sur des indigènes à la frontière nord-ouest en novembre 1928, 102 ont complètement manqué les villages visés. Parce que les chasseurs Bristol qui équipaient de nombreuses unités menant l’Air Control n’avaient pas de viseurs de bombardement, seules les attaques à très basse altitude se rapprochaient de la cible. Dans la campagne sur la frontière de mars 1932, seulement la moitié des bombes tomba dans les villages attaqués. »